# Shiodome City Center
Lo Shiodome City Center (汐留シティセンター?, Shiodome Shiti Sentā) è un grattacielo di proprietà della Mitsui Fudōsan situato nell'area di Shiodome a Minato, Tokyo, in Giappone.
Inaugurato nel 2003, l'edificio è sede di importanti società quali la Fujitsu, la compagnie aeree All Nippon Airways, AirAsia Japan e alcuni uffici commerciali della All Nippon Airways. Anche la Air Japan, una sotto-compagnia della ANA, possiede alcuni uffici all'interno dello Shiodome City Center. Infine anche la Mitsui Chemicals ha sede all'interno del grattacielo.

## Storia
Nel 2002, la All Nippon Airways (ANA) annunciò l'acquisizione di 10 piani dell'allora in costruzione Shiodome City Center. L'intenzione era quella di trasferire le proprie sedi dall'aeroporto internazionale di Tokyo al nuovo edificio. L'ANA annunciò inoltre il trasferimento di alcune società satelliti al City Center di Shiodome. Quando lo Shiodome City Center venne aperto, la Nippon Cargo Airlines trasferì la sua sede nella struttura. La compagnia aerea ha la sua sede (per quanto riguarda l'Est del Giappone) e i suoi uffici all'8º piano dell'edificio.

## Attività commerciali
Lo Shiodome City Center, situato in una zona strategica nota come il luogo in cui venne costruita la prima stazione ferroviaria in Giappone, è un complesso di edifici nato col fine di fornire un'ampia varietà di servizi, quali ad esempio negozi situati al 2º piano seminterrato e ristoranti situati nei piani più alti (41° 42°); gli uffici occupano i piani tra il 4° e il 40°.

### Negozi
2º piano seminterrato
- Famima!! (minimarket)[13]
- Libro (negozio di libri)[14]
- Tomod's (drogheria)[15]

1º piano

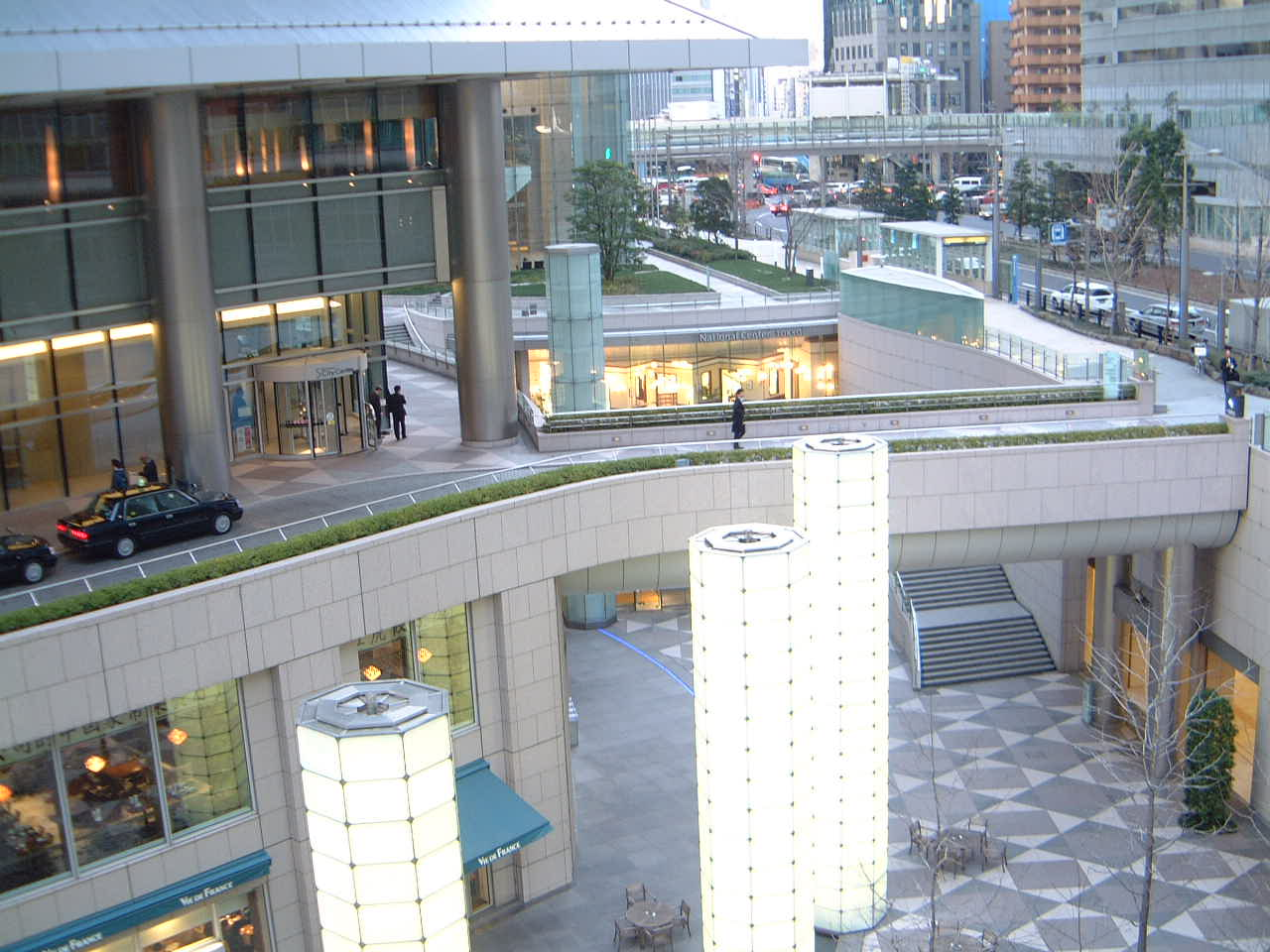
Piano seminterrato del Shiodome City Center

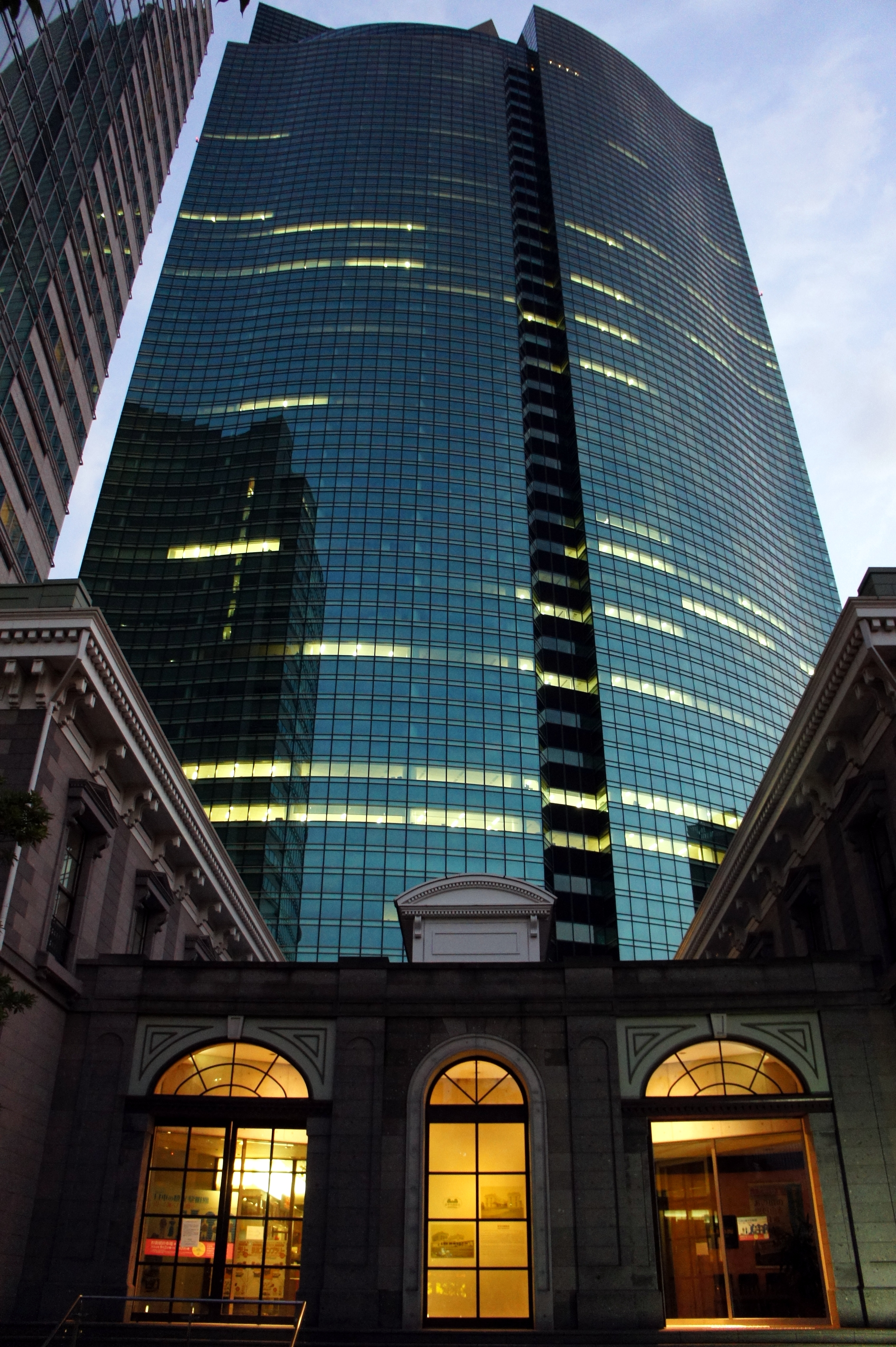
Shiodome City Center con ai piedi la riproduzione della vecchia stazione di Shimbashi, utilizzata come museo

- Akasaka Kakiyama (prodotti tipici)[16]
- Godiva Chocolatier (negozio di dolci)[17]
- Porsche Center Ginza (showroom)[18]

### Servizi
2º piano seminterrato
- 45 Digital Conveni (tipografia)[19]
- Claude Monet (salone di bellezza)[20]
- Dashing Diva (salone di bellezza)[21]
- DoCoMo Shop (negozio di telefonia mobile)[22]
- MISTER MINIT (calzolaio)[23]
- Mizuho Bank ATM (bancomat)[24]
- SCC-Post Office (ufficio postale)[25]
- Sumitomo Mitsui Banking Corp. ATM (bancomat)[26]
- TEMOMIN (salone di bellezza)[27]

1º piano
- Seven Bank ATM (bancomat)[28]

### Scuole
2º piano seminterrato
- Gaba One-to-One English (scuola di inglese)[29]

3º piano
- ABC Cooking Studio (scuola di cucina)[30]
- ASK TOKYO - Academy Schwarzkopf (scuola per parrucchieri)[31]

### Cliniche
2º piano seminterrato
- SECOND CENTRAL CLINIC (clinica ginecologica)[32]

3º piano
- CENTRAL CLINIC (clinica)[33]
- SHIODOME CITY CENTER DENTAL CLINIC (dentista)[34]

### Ristoranti
41º piano
- Brava table (cucina a base di pesce)[35]
- D4 TOKYO BELVEDERE (cucina italiana)[36]
- D4 TOKYO SUMIREYA (cucina giapponese)[37]
- D4 TOKYO GRAND CHINA (cucina cantonese)[38]
- D4 TOKYO THE BAR GEKKA (cucina giapponese e bar)[39]
- Fish Bank TOKYO (cucina francese)[40]
- MAJESTIC (lounge bar)[41]
- SEIYUZAN (cucina coreana)[42]

42º piano
- EN (cucina giapponese)[43]
- The OREGON Bar&Grill (bar)[44]